# 阿拉卡尔多
阿拉卡尔多（西班牙語：Aracaldo）是西班牙巴斯克自治区比斯开省的一个市镇。总面积3平方公里，总人口95人（2001年），人口密度32人/平方公里。